# Vesey Street

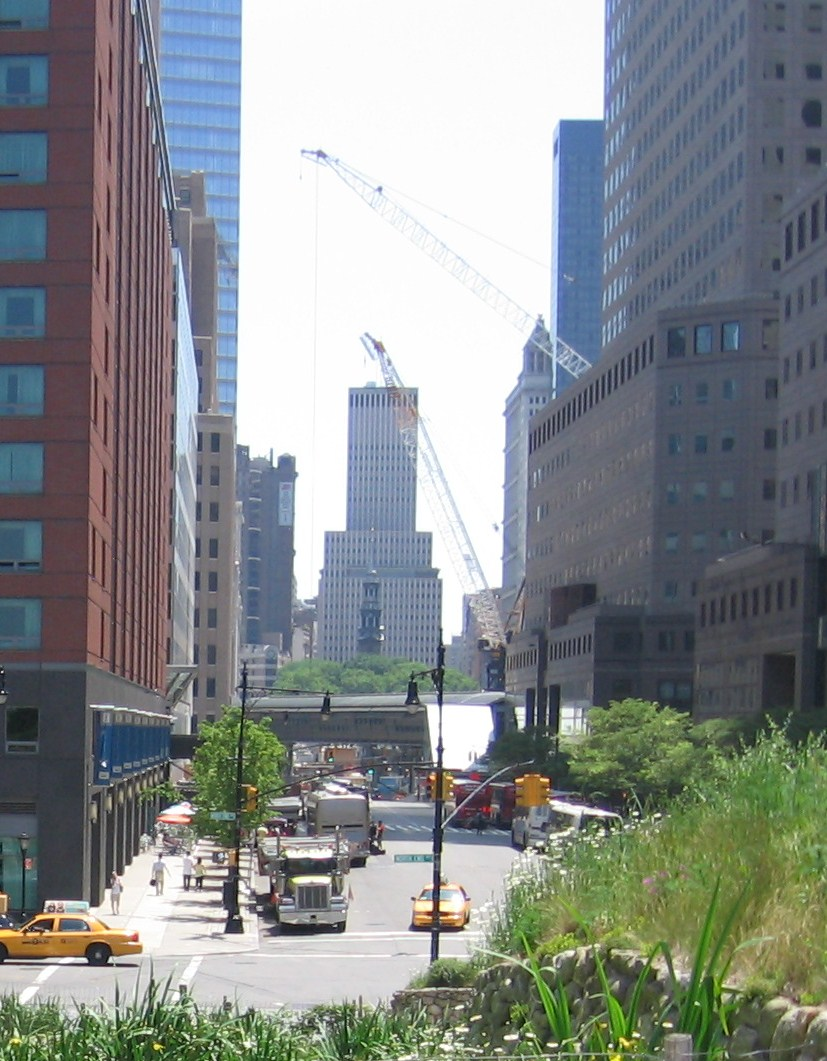
Photographie de Vesey Street.

Vesey Street est une rue de New York. 

## Situation et accès
Cette voie de l'arrondissement de Manhattan est située au sud de la tour One World Trade Center (ou 1 WTC).

## Origine du nom
Cette rue est nommée d'après William Vesey (en) (1674-1746), premier recteur de Trinity Church.

## Historique
Avant la construction du World Trade Center, « Vesey Street » s'étendait comme une rue continue de Broadway jusqu'au fleuve Hudson. En 2013, il s'agit toujours d’une rue continue, mais elle comporte quatre segments discontinus à usages mixtes. 